# الین بورگ
الین بورگ (انگلیسی: Elin Borg؛ زادهٔ ۲۷ فوریهٔ ۱۹۹۰) بازیکن فوتبال اهل سوئد است.
از باشگاه‌هایی که در آن بازی کرده‌است می‌توان به باشگاه فوتبال لینشوپینگ، باشگاه ورزشی دیورگاردن، و دیوری گردن اشاره کرد.